# Україна на стародавніх картах. Кінець XV—перша половина XVII ст.
Україна на стародавніх картах. Кінець XV-перша половина XVII ст. — це спеціальне дослідження з картографії України для джерелознавців, істориків, географів, краєзнавців. На основі архівних матеріалів та колекцій систематизовано комплекс стародавніх зображень на картах українських земель кінця XV — першої половини XVII ст.
Альбом «Україна на стародавніх картах» включає репродукції західноєвропейських середньовічних карт із зображенням території України, що зберігаються у фондах Львівської наукової бібліотеки ім. Василя Стефаника НАН України та Наукової бібліотеки Львівського національного університету ім. Івана Франка. В альбомі подані в хронологічному порядку 83 карти із зображенням українських земель, що були видані од кінця XV до середини XVII ст. Факсиміле стародавніх карт доповнені ґрунтовними описами українською та англійською мовами.
Альбом з репродукціями стародавніх карт продовжує започатковану в Україні традицію перевидання факсимільних картографічних творів, що мають історичне та наукове значення.